# Takahama kärnkraftverk
Takahama kärnkraftverk (高浜原子力発電所 Takahama hatsudensho?) är ett kärnkraftverk i Japan. 
Det ligger i Ōi distriktet i Fukui prefektur. Det ägs och drivs av Kansai Electric Power Company (Kepco). Reaktorerna 3 och 4 använder upparbetat MOX-bränsle.

## Efter Fukushimaolyckan
Efter Fukushimaolyckan 2011 infördes striktare säkerhetskrav för kärnkraftverk i Japan. De innebar bland annat att kraftverk får drivas max 40 år med en  möjlighet till förlängning till max 60 år efter genomgång och uppgradering till nya säkerhetsnormer. Reaktor 1 och 2 i Takahama blev i juni 2016 de första reaktorerna att få tillstånd till en sådan förlängning.
Alla reaktorer skulle uppfylla nya säkerhetskrav för att få startas upp igen efter att de stängts för sina respektive inspektioner första gången efter olyckan. Reaktor 4 i Takahama stängdes för inspektion i juli 2011 och reaktor 3 i januari 2012. I början av 2016 kunde reaktor 3 och 4 återstartas efter de då nya säkerhetsföreskrifterna.
Invånare har gått till domstol ifrågasättande säkerheten vid kraftverket och fick rätt i första instans, så att båda reaktorerna i drift fick stoppas i mars 2016. Kepco överklagade till nästa instans, fick beslutet hävt och kunde återstarta reaktorerna i maj respektive juni 2017.
Den senaste stora skärpningen av säkerhetskraven för kärnkraftverk i Japan är att de ska kunna fjärrkontrolleras från ett alternativt kontrollrum i en bunker. Reaktor 3 stoppades i väntan på att dessa ombyggnader skulle färdigställas i augusti 2020 och reaktor 4 i oktober 2020 för att dessa inte stod klara i tid för sin respektive deadline.
Reaktor 1 och 2 är planerade att startas upp i 28 juli respektive 15 september 2023, de blir i så fall de andra och tredje reaktorerna att i drift på den förlängd drifttid över 40 år efter Mihama 3.[Uppdatering behövs]

## Reaktorer
| Namn         | Reaktortyp | Kommersiell drift | Effekt |
| ------------ | ---------- | ----------------- | ------ |
| Takahama - 1 | PWR        | 14 november 1974  | 826 MW |
| Takahama - 2 | PWR        | 14 november 1975  | 826 MW |
| Takahama - 3 | PWR        | 17 januari 1985   | 870 MW |
| Takahama - 4 | PWR        | 5 juni 1985       | 870 MW |